# Třída Gustave Zédé
Třída Gustave Zédé byla třída ponorek francouzského námořnictva. Celkem byly postaveny dvě jednotky této třídy. Francouzské námořnictvo je provozovalo v letech 1914–1937. První světovou válku obě přečkaly a později byly vyřazeny.

## Stavba
Celkem byly postaveny dvě jednotky této třídy. M. Simonot je navrhl jako diesel-elektrické, ale roku 1912 bylo rozhodnuto vybavit prototyp místo diesely parními stroji pro plavbu na hladině. Tento pohon se však ve službě neosvědčil a později byl nahrazen. Obě ponorky postavila loděnice Arsenal de Cherbourg. Stavba byla zahájena roku 1911. Do služby byly přijaty v letech 1914 a 1916.
Jednotky třídy Gustave Zédé:
| Jméno               | Založení kýlu | Spuštěn         | Vstup do služby | Osud           |
| ------------------- | ------------- | --------------- | --------------- | -------------- |
| Gustave Zédé (Q092) | 1911          | 20. května 1913 | říjen 1914      | Vyřazena 1937. |
| Néréïde (Q093)      | 1911          | 9. května 1914  | leden 1916      | Vyřazena 1935. |

## Konstrukce
Ponorky nesly jeden 75mm kanón, jeden 47mm kanón a osm 450mm torpédometů se zásobou deseti torpéd. Pohonný systém a výkony obou ponorek se lišily. Pohonný systém Gustave Zédé tvořily dva kotle Du Temple a dva parní stroje o výkonu 3500 hp pro plavbu na hladině a dva elektromotory o výkonu 1640 hp pro plavbu pod hladinou. Lodní šrouby byly dva. Nejvyšší rychlost dosahovala 17,6 uzlu na hladině a 11,4 uzlu pod hladinou. Dosah byl 1400 námořních mil při rychlosti deseti uzlů na hladině a 135 námořních mil při rychlosti pět uzlů pod hladinou.

### Modifikace
Pohonný systém Néréïde tvořily dva diesely Schneider/Carels o výkonu 2400 hp pro plavbu na hladině a dva elektromotory o výkonu 1640 hp pro plavbu pod hladinou. Lodní šrouby byly dva. Nejvyšší rychlost dosahovala 17,3 uzlu na hladině a 10,5 uzlu pod hladinou. Dosah byl 3120 námořních mil při rychlosti deseti uzlů na hladině a devadesát námořních mil při rychlosti čtyř uzlů pod hladinou.
V letech 1921–1922 byla ponorka Gustave Zédé modernizována. Kotle a parní stroje nahradily dva diesely MAN o výkonu 2400 hp, pocházející z německé ponorky. Ponorka s nimi dosahovala rychlosti patnáct uzlů.